# سازوی جنگلی سنبله‌ای
سازوی جنگلی سنبله‌ای (نام علمی: Luzula spicata) نام یک گونه از سرده سازوی جنگلی است.